# NGC 4804
NGC 4804 este o galaxie lenticulară situată în constelația Corbul. A fost descoperită în 27 martie 1786 de către William Herschel. Se află la o distanță de 11,59 megaparseci de Pământ.